# 주요리

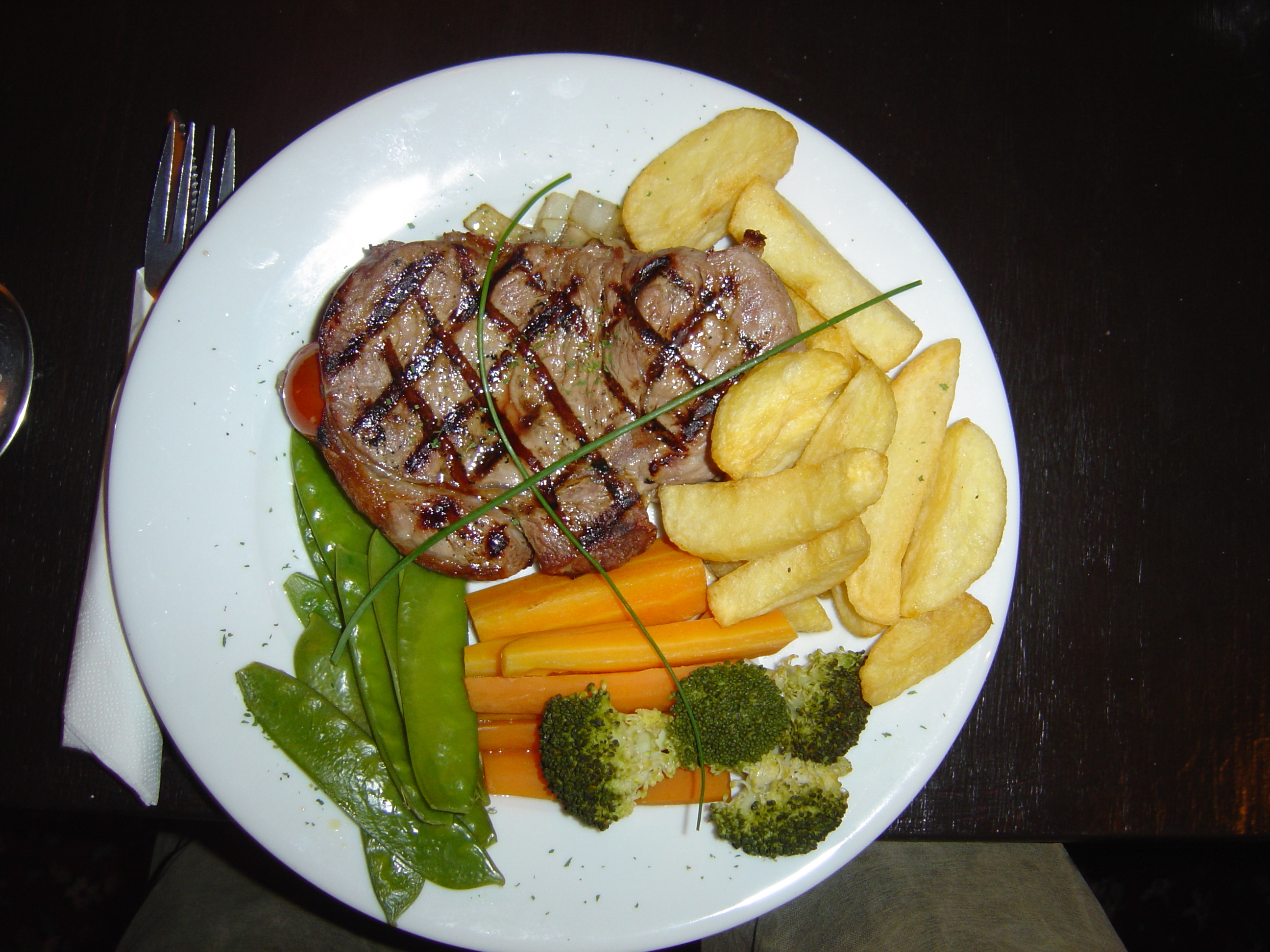
채끝살 스테이크

주요리(主料理)는 식사 때 나오는 여러 가지 요리 중에서 주가 되는 것이다.

## 같이 보기
- 부요리
- 앙트레
- 전채
- 후식